# Jeremy Cuarezma
Jeremy Daniel Cuarezma Urbina (ur. 28 maja 2000 w Managui) – nikaraguański piłkarz występujący na pozycji środkowego lub defensywnego pomocnika, reprezentant Nikaragui, od 2019 roku zawodnik Managui.